# Герб Вельского района
Герб Вельского района — герб одного из муниципальных районов Архангельской области.

## Описание герба
Геральдическое описание герба Вельского муниципального района Архангельской области: «В золотом поле лежащая червлёная бочка с золотыми обручами и чёрными потёками дёгтя из-под золотой втулки. В серебряной главе червлёный орнамент в виде косой решётки со сквозными ромбами в узлах и двойными червлёными косыми крестами в ячеях. В вольной части герб Архангельской области. Щит увенчан муниципальной „золотой территориальной короной о пяти зубцах установленного образца“».

## Обоснование символики
Герб Вельского муниципального района создан на основе исторического герба города Вельска, Высочайше утверждённого 2 октября 1780 года.
Червлёная бочка из герба города Вельска является символом торговли. Во главе щита фрагмент национального русского северного орнамента с льняного полотенца браного ткачества: двойной скошенный крест (крест Святого Апостола Андрея Первозванного) — символ огня, а скошенная решётка — символ обработанной плодоносящей земли, она указывает на земледельческую специфику гербовладельца.
Золотое поле герба символизирует стабильность, богатство, уважение и интеллект, как признание Вельска в различные периоды российской истории.
Герб Архангельской области, помещённый в вольной части (в верхнем правом углу), указывает на территориальную принадлежность к Архангельской области.
Серебро — символ благородства, мира, взаимопонимания.
Чёрный цвет — символ покоя, мудрости, вечности.
Утверждён Решением Собрания депутатов муниципального образования «Вельский район» № 143 от 14 декабря 2005 года.
Автор реконструкции герба — Олег Владимирович Свириденко.